# Gjuteri- och Mekaniska Werkstads Aktiebolaget i Karlskrona
Gjuteri- och Mekaniska Werkstads Aktiebolaget i Karlskrona var ett svenskt gjuteri som anlades i Karlskrona år 1898. Bolaget köptes 1909 av Karlskrona Lampfabrik, som drev det vidare fram till 1942.

## Historia

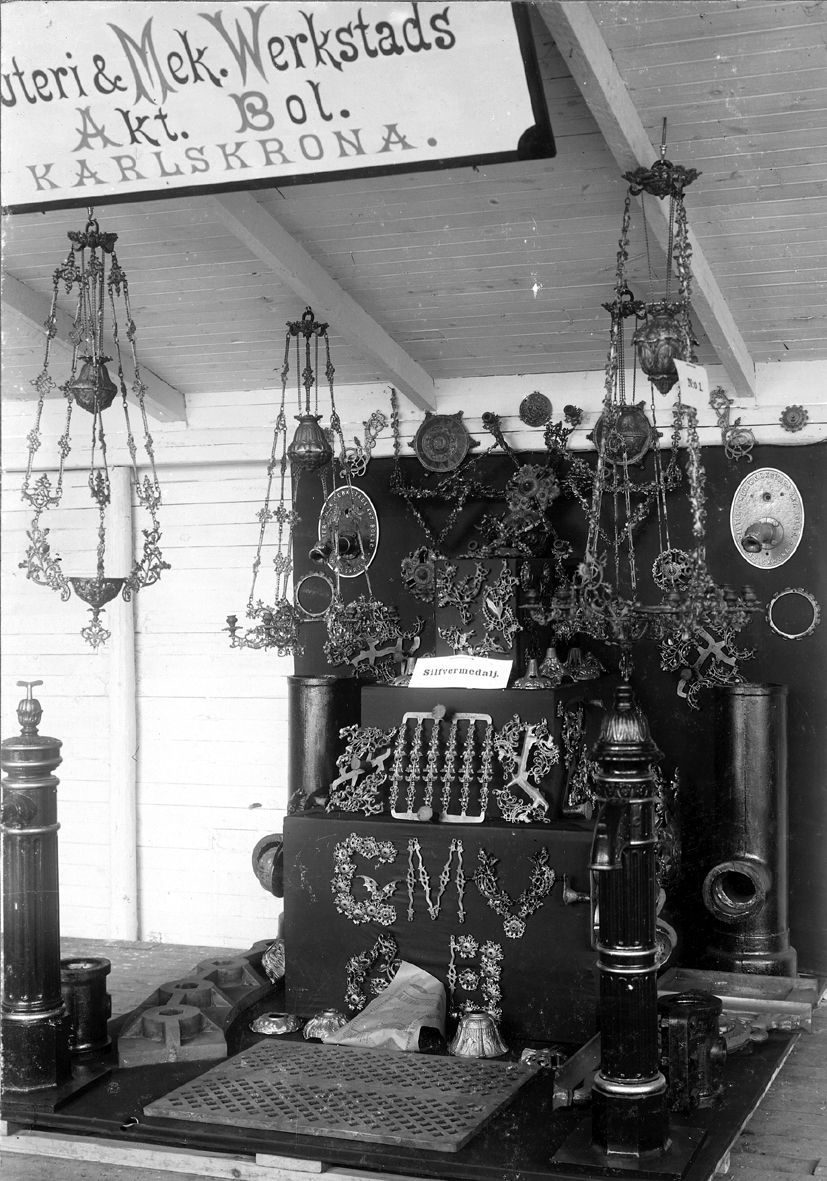
Gjuteriets monter vid industrimässa i Karlskrona 1902

### Tiden som aktiebolag 1898–1909
På initiativ av främst fabrikörerna Herman Skantze, Waldemar Rydow och Henrik Berggren bildades år 1898 ett aktiebolag med namnet Gjuteri- och Mekaniska Werkstads Aktiebolaget i Karlskrona. På Pantarholmen, där Karlskronas stadsbro hade sitt fäste byggdes en fabrik efter ritning av arkitekt August Strehlenert. Vid den här tiden var gjutgods ett viktigt material som användes för städernas utbyggnad av vatten och avlopp, men även för annan byggnation samt möbler och lampor. Stor del av gjuteriets produktion bestod från början av lampdelar, men även andra artiklar, såsom bygg- och jordbruksmaskiner. Marknaden visade sig dock inte motsvara förväntningarna och förlusterna från startåren hann inte mer än återhämtas förrän ekonomin började vackla och nytt kapital måste skjutas till. En nyemission genomfördes, men entusiasmen bland aktieägarna hade svalnat och 1909 köpte Karlskrona Lampfabrik gjuteriet för 60 procent av det nominella aktievärdet.

### Tiden som avdelning iKarlskrona Lampfabrik1910–1942
När gjuteriet blivit en avdelning i Karlskrona Lampfabrik fortsatte tillverkning av lampdelar, VVS-artiklar och byggelement. En särskild VVS-avdelning arbetade då med installation av vatten och avloppsledningar. Den mekaniska verkstad, som knutits till gjuteriet, tillverkade bygg- och jordbruksmaskiner. Merparten av detta kom att avvecklas under det närmaste decenniet och under 1920-talet var det i första hand fabrikens elektriska installationsavdelning som nyttjade gjuteriets tillverkning av lyktstolpar, servislådor ock kabelgarnityr. Under 1930-talet började bakelit användas i stället för järn och metall i mycket elmateriel och gjuteriet fick en minskande avsättning för sina produkter. 1942 lades gjuteriet ner och lokalerna byggdes om för Karlskrona Lampfabriks övriga verksamhet.

## Gjuterichefer
Gjuteri- och Mekaniska Werkstads AB i Karlskrona har letts av följande gjuterichefer:
- 1899–1904 Hans Hedenstierna
- 1905–1909 Hugo Skantze
- 1910–1920 Kjellin
- 1921–1929 Lars-Olof Skantze
- 1930–1942 Oscar Fors